# Вербка (Волынская область)
Вербка (укр. Вербка) — село в Дубовской сельской общине Ковельского района Волынской области Украины.
Код КОАТУУ — 0722182403. Население по переписи 2001 года составляет 697 человек. Почтовый индекс — 45032. Телефонный код — 3352. Занимает площадь 0,582 км².
В древности в селе Вербка существовал Свято-Троицкий монастырь, который впервые упоминается в 1543 году. В 2001 году на его месте был открыт скит в честь Рождества святого пророка Иоанна Предтечи, подчинённый Милецкому монастырю.